# 两孩政策
两孩政策，又称二孩政策，是政府規定每個家庭最多只能生育兩個孩子，或者政府只對頭兩個孩子支付補貼。此前，包括伊朗、新加坡和越南在內的幾個國家都採用了二孩政策。在1970年代的香港，鼓勵市民只生育兩個孩子（儘管法律沒有強制規定），並被用作該地區計劃生育策略。從2016年到2021年，中華人民共和國政府推行鼓勵或強制一对夫妇最多生育两个孩子的計劃生育政策，它取代了之前在中國實施長達35年的一胎政策，但隨後證明出生率已經很低迷，為了加緊緩解國家出生率下降的影響，该政策很快被2021年5月31日的推出的三孩政策取代從而成爲歷史。

## 概要
越南於1970年代到2003年曾经实施过非強制性的两孩政策，香港也曾经推行“两个够哂数（兩個完全足夠）”的计划倡导最多两个孩子的生育建议。以往中国大陆的计划生育政策要求一对夫妇生育一个孩子，但允许满足特定条件的夫妇生育两个孩子，但該條件開放後效果不彰引發人口失衡憂慮，中國大陸兩孩政策提前實施。2015年中国共产党十八届五中全会决定明确提出“促进人口均衡发展，坚持计划生育的基本国策，完善人口发展战略，全面实施一对夫妇可生育两个孩子政策，积极开展应对人口老龄化行动。”2015年12月27日，全国人大常委会表决通过了人口与计划生育法修正案，全面二孩于2016年1月1日起正式实施，另為了考慮情況緊急，各地區尚未頒布當地計生條例的出生人口「就地合法」。

## 中国大陆

### 历史沿革

#### 改革开放前后
1971年，国务院批转《关于做好计划生育工作的报告》，强调“要有计划生育”。在当年制定“四五”计划中，提出“一个不少，两个正好，三个多了”。1973年12月，第一次全国计划生育汇报会提出“晚、稀、少”的政策，鼓励一对夫妇只生育两个孩子。1978年，国务院计划生育领导小组提出“最好一个、最多两个”。
1979年至1980年代初，各地制定计划生育试行条例，强制一胎化政策全面推行。
1980年代中期，时任中共中央总书记胡耀邦、时任中国国务院总理赵紫阳曾批示把生育政策放宽松一些，计划生育政策有所调整。多数地区实行了双方是独生子女的夫妇可以生育两个子女的政策（双独两孩），部分地区只有一个女孩的农村居民可以生育第二个子女（一孩半）。但胡耀邦、赵紫阳关于普遍实行“二胎化”的批示未能得到计生部门的贯彻执行，甚至出现抵制，1985年仅在山西省翼城县进行了“二胎”试点。

#### 21世纪
2011年11月，中国各地全面实施「双独二孩」政策，即“夫妻双方均为独生子女的可以生育第二个孩子”。
2013年12月，中国实施「单独二孩」政策，即“夫妻双方有一方为独生子女的可以生育第二个孩子”。
2014年，各地陆续实施了一方是独生子女的夫妇可以生育第二个子女（单独两孩）的政策。
2015年10月29日，因應嚴峻情勢，政府僅用了4年，便在中共十八届五中全会正式通過全面的兩孩政策。

#### 人口结构变化
中国年出生人口从上世纪六、七十年代的2600万人左右下降到1600多万人；0-14岁人口占总人口比例从1982年的33.6%下降到现今的16.5%；少儿人口数量从1982年的3.4亿人下降到2.2亿人，三十多年间下降了1.2亿人。按照人口统计标准，少儿人口占比低于15%即为超少子化。从中国目前的生育率、生育意愿等因素综合看，中国存在向超少子化演进的趋势。60周岁以上老龄人口超过2.1亿，占总人口的15.5%，65周岁及以上人口13755万人，占总人口的10.1%。这两项指标都大大超过了国际上公认的人口老龄化的“红线”。中国不仅老年人口众多，且老年人口增速也是最快。
| | 占比      | 占比   | 占比       | 出生人口 | 出生人口 | 出生人口   | 出生人口 | |
| 年份 | 一孩      | 二孩   | 三孩及以上 | 一孩     | 二孩     | 三孩及以上 | 总计     | 备注 |
| --- | --------- | ------ | ---------- | -------- | -------- | ---------- | -------- | --- |
| 2013 | 64.4％    |        |            | 1056     |          |            | 1640     | |
| 2014 | 57.6％    |        |            | 972      |          |            | 1687     | |
| 2015 | 53.5％    |        |            | 886      |          |            | 1655     | |
| 2016 | （54.5%） | 40.2％ | （5.2％）  | 973      | 721      | （92）     | 1786     | “2017年一孩出生人数724万人，比2016年减少249万人”。 可推算出2016年一孩数量为973万人。 “2017年二孩数量进一步上升至883万人，比2016年增加了162万人；二孩占全部出生人口的比重达到51.2%，比2016年提高了11个百分点” ，可推算出2016年二孩数量为721万人，二孩比重为40.2% |
| 2017 | 42.0％    | 51.2％ | 6.8％      | 724      | 883      | 116        | 1723     | |
| 2018 |           |        |            |          |          |            | 1523     | |
| 2019 | 40.5%     | 59.5%  | 59.5%      | （593）  | 872      | 872        | 1465     | |
| 2020 | 42.9％    | 57.1％ | 57.1％     | （516）  | 686      | 686        | 1202     | |
| 2021 | 44.2％    | 41.4%  | 14.5%      | （468）  | 440      | 154        | 1062     | |
| 2022 | 46.1%     | 38.9%  | 15.0%      | （441）  | 372      | 143        | 956      | |
| 注：①表中加粗数据为官方公布数据，未加粗数据为根据官方数据推算得到，括号内数据为根据官方数据及推算数据得到 |           |        |            |          |          |            |          | |

### 以往政策
以往的生育政策由各省、自治区、直辖市制定，各地政策有一定差别。中國大陸的兩孩政策全面實施之前，可以生育两个子女的常见情况有：
- 第一个子女经指定机构确诊为非遗传性残疾，不能成长为正常劳动力的；
- 双方均为务农的农村居民（直辖市、四川、江苏除外），第一个子女是女孩的（一孩半）；
- 双方均为农村居民，女方父母只生育两个女儿（无儿子），男到女家落户，并赡养女方父母（姊妹两人只照顾一人）；
- 云南、青海、海南、宁夏、新疆农村（云南、青海限有困难农户）；
- 一方为独生子女（单独两孩）或双方均为独生子女（双独两孩）；
- 自治区和部分省份的少数民族（壮族有时除外）。

再婚夫妻，一方未生育过，另一方再婚前已生育一个子女的，可以再生育一个子女。婚后经指定机构鉴定为不育，依法收养一个子女的，可以再生育一个子女。一些省份对归国华侨以及香港、澳门特别行政区居民有特殊规定。就算是享有特權的少數族群，不同地区的少数民族生育政策差异较大。例如新疆维吾尔自治区规定，夫妻一方为少数民族的，可以生育两个子女；农牧民夫妻一方为少数民族的，可以生育三个子女。相比之下，北京市的少数民族生育政策严格很多，要求夫妻双方都是少数民族（且非壮族），而且是“从边疆调入本市工作的少数民族职工，调入前经当地县级以上计划生育行政部门批准允许生育第二个子女的”。西藏农牧区则提倡最多生育三个子女。

### 影響
四川前4月新生人口同比略降，目前我省全面两孩政策实施情况平稳，政策效益逐步显现。2016年1-4月，在全省总出生人口略有下降的情况下，出生二孩比去年同期上升了8%。
2021年5月11日，中华人民共和国第七次全国人口普查主要数据结果公布，从生育孩次看，由2013年的30%左右，上升到2017年的50%左右，此后有所下降，但仍然高于40%，“二孩”占比明显上升。

#### 各地全面二孩实施政策
| 计生条例修订日期 | 省份   | 再生育条件 | 社会抚养费征收标准 |
| 2016.9.29        | 广东   | 1 已生育两个子女的夫妻，经地级以上市病残儿医学鉴定组织鉴定，其中一个或两个均为残疾儿，不能成长为正常劳动力，现医学上认为可再生育的，可再生育一胎子女。 2 再婚夫妻，再婚前一方未生育，另一方生育一胎子女，再婚后生育一个子女的，可再生育一胎子女。 3 再婚夫妻，再婚前一方未生育，一方生育两个或两个以上子女的，可再生育一胎子女。 4 再婚夫妻，再婚前一方生育一个，另一方生育一个或两个子女的，可以再生育一胎子女。 5 再婚夫妻的再生子女，经地级以上市病残儿医学鉴定组织鉴定，其中一个或两个均为残疾儿，不能成长为正常劳动力，现医学上认为可再生育的，可再生育一胎子女。 | 对不符合法律、法规规定生育子女的，应当按下列规定征收社会抚养费： （一）城镇居民超生一个子女的，对夫妻双方分别按当地县（市、区）或不设区的地级市上年城镇居民（常住居民）人均可支配收入额为基数，一次性征收三倍以上六倍以下的社会抚养费，本人上年实际收入高于当地县（市、区）上年城镇居民（常住居民）人均可支配收入的，对其超过部分还应当按照一倍以上二倍以下加收社会抚养费；超生二个以上子女的，以超生一个子女应征收的社会抚养费为基数，按超生子女数为倍数征收社会抚养费； （二）农村居民超生一个子女的，对夫妻双方分别按当地县（市、区）或不设区的地级市农村居民（常住居民）人均可支配收入为基数，一次性征收三倍以上六倍以下的社会抚养费，本人实际上年收入高于当地上年农村居民（常住居民）人均可支配收入的，对其超过部分还应当按照一倍以上二倍以下加收社会抚养费；超生二个以上子女的，以超生一个子女应征收的社会抚养费为基数，按超生子女数为倍数征收社会抚养费； （三）未办理结婚登记生育第一胎子女，责令补办结婚登记；未办理结婚登记生育第二胎子女，按本条第（一）项或者第（二）项规定的计算基数征收二倍的社会抚养费；未办理结婚登记生育第三胎以上子女的，按本条第（一）项或者第（二）项规定的计算基数征收三倍以上六倍以下的社会抚养费； |
| 2016.1.13        | 湖北   | 夫妻双方符合下列条件之一的，可以申请再生育一个子女： （一）夫妻双方的两个子女中有残疾，不能成长为正常劳动力，但医学上认为可以再生育的； （二）再婚夫妻一方无子女，另一方有一个子女，再婚后只生育一个子女的； （三）再婚夫妻婚前有两个子女或者婚前合法生育多个子女的。 夫妻申请再生育子女时，合法收养的子女不计入子女数。 | 违反本条例规定生育的，按照下列规定对当事人双方进行处理： （一）城镇居民违反本条例规定多生育一个子女的，按所在县(市、区)上一年度城镇居民年人均可支配收入的3倍分别征收社会抚养费； （二）农村居民违反本条例规定多生育一个子女的，按所在县(市、区)上一年度农村居民年人均可支配收入的3倍分别征收社会抚养费。 前款当事人的实际年收入高于城镇居民年人均可支配收入或者农村居民年人均可支配收入，经县级人民政府卫生计生行政部门会同税务、工商等行政部门核实的，按其年实际收入的3倍征收社会抚养费。 当事人违反本条例规定多生育两个及两个以上子女的，以第一款、第二款多生育一个子女应当征收的社会抚养费为基数，按多生育的子女数为倍数分别征收社会抚养费。 |
| 2016.3.30        | 江苏   | 符合下列情形之一的，可以要求安排再生育子女： （一）一方婚前未生育，一方婚前已生育过一个子女，且双方婚后共同生育一个子女的； （二）双方婚前合计生育两个及以上子女，且没有共同生育子女的； （三）已生育的两个子女中，有经病残儿医学鉴定机构鉴定为病残儿，医学上认为可以再生育的。 依法收养的子女，执行本条例规定时，不计入生育的子女数。 | 社会抚养费的征收，城镇居民以子女出生前一年设区的市或者县（市）城镇居民年人均可支配收入为计征的基本标准；农村居民以子女出生前一年乡（镇）农村居民年人均可支配收入为计征的基本标准。实际收入是城镇居民年人均可支配收入或者农村居民年人均可支配收入二倍以上的，除按照本条第三款规定缴纳社会抚养费外，对其超出人均收入部分还应当缴纳一倍至二倍的社会抚养费。 依照本条第一款规定应当缴纳社会抚养费的具体标准是： （一）不符合本条例规定多生育一个子女的，按照基本标准的四倍缴纳社会抚养费； （二）不符合本条例规定多生育二个以上子女的，按照基本标准的五倍至八倍缴纳社会抚养费； （三）非婚生育一个子女的，按照基本标准的零点五倍至两倍缴纳社会抚养费； （四）非婚生育二个以上子女的，按照基本标准的五倍至八倍缴纳社会抚养费； （五）重婚生育的，按照基本标准的六倍至九倍缴纳社会抚养费。 |
| 2016.1.14        | 浙江   | 符合下列情形之一的夫妻，经批准，可以再生育一胎： (一)再婚前各生育过一个子女的; (二)再婚前一方生育过一个子女，另一方未生育过，再婚后已生育一个子女的; (三)再婚前一方未生育过，另一方生育过两个子女的; (四)已合法生育的子女中，有经病残儿童鉴定机构确诊为非遗传性残疾、不能成长为正常劳动力的，或者确诊为遗传性残疾、不能成长为正常劳动力，夫妻通过产前诊断和筛选可以再生育的; (五)其他可以再生育的情形。 | 违反本条例规定生育的，对男女双方分别按照统计部门公布的当地县(市、区)上一年城镇居民人均可支配收入或者农村居民人均可支配收入的下列倍数征收社会抚养费： (一)多生一胎的，按照二倍至四倍征收; (二)多生二胎以上的，按照前一胎的征收标准加倍征收; (三)符合再生育条件但未经批准生育的，按照零点五倍至一倍征收; (四)已满法定婚龄未办理结婚登记而生育第一胎，满六个月后仍未办理结婚登记的，按照零点五倍征收;生育第二胎的，按照一倍征收; (五)未满法定婚龄生育的，按照一点五倍至二点五倍征收; (六)有配偶的一方与他人非婚生育的，按照第一项、第二项规定的标准加倍征收; (七)民政部门、卫生和计划生育部门、乡(镇)人民政府、街道办事处发现收养子女不符合《中华人民共和国收养法》规定的，应当责令当事人在五个月内改正;当事人未在五个月内改正的，按照第一项、第二项规定的标准征收。 个人年实际收入高于当地城镇居民人均可支配收入或者农村居民人均可支配收入的，还应当按照其超过部分的一倍至二倍加收社会抚养费。 |
| 2016.5.27        | 河南   | 符合下列条件之一要求生育的夫妻，经批准可以再生育： (一)夫妻双方合计已生育两个子女，且没有共同生育子女的； (二)经鉴定两个子女均为非遗传性病残儿，不能成长为正常劳动力，医学上认为可以再生育的。 | 违反法律、法规规定生育第三个及以上子女的，应当征收社会抚养费。每多生育一个子女，分别按发现违法行为时男方和女方户籍所在地县（市、区）上一年度城镇或者农村居民人均可支配收入的三倍征收社会抚养费。 |
| 2016.2.19        | 福建   | 符合下列情形之一的，经批准可以再生育一个子女： （一）两个子女中有残疾儿，不能成长为正常劳动力，但医学上认为夫妻可以再生育的； （二）再婚夫妻再婚前一方已有两个子女另一方没有子女，或者双方再婚前各有一个子女的； （三）再婚夫妻再婚前一方没有子女，另一方已有一个子女，双方婚后生育一个子女的； （四）夫妻双方均为独生子女的少数民族农村居民的； （五）法律、法规和国家规定的其他情形。夫妻一方为汉族，一方为少数民族，汉族一方到少数民族一方落户，居住在少数民族乡、村五年以上，所生子女按有关规定定为少数民族的，适用前款第（四）项规定。 | 违反本条例规定生育的，由县（市、区）人民政府卫生和计划生育行政部门按当事人违法行为被查出的上一年县（市、区）城镇或者农村居民人均可支配收入的以下倍数征收社会抚养费： （一）未婚生育子女的，除多生育的情形外，按百分之六十至一倍征收。但生育时已达到法定婚龄，并在被告知征收后三个月内补办结婚登记的，免予征收； （二）多生育一个子女的，按二倍至三倍征收；多生育第二个子女的，按四倍至六倍征收；多生育第三个以上子女的，从重征收； （三）婚外生育一个子女的，按四倍至六倍征收；婚外生育第二个以上子女的，从重征收。 个人年实际收入高于当地城镇或者农村居民人均可支配收入的，以个人年实际收入为基数，按照前款规定征收社会抚养费。多生育的子女为双胞胎或者多胞胎的，征收社会抚养费时按一个子女数计算。 |
| 2016.1.20        | 江西   | 符合下列情形之一的夫妻，在领取《生育证》后，可以再生育一胎： “(一)已生育两个子女的夫妻，其子女死亡的； “(二)已生育两个子女的夫妻，其子女经设区的市人民政府卫生和计划生育主管部门设立的技术鉴定组织确诊患有非遗传性残疾，不能成长为正常劳动力的； “(三)再婚(不含复婚)前已生育一个子女且婚后又生育一个子女的，或者再婚(不含复婚)前已合法生育两个以上子女的； “(四)夫妻婚后满五年未怀孕生育，经县级以上人民政府卫生和计划生育主管部门指定的医疗、保健机构鉴定一方患不孕或者不育症，依法收养一个孩子后又生育一个子女的或者依法收养了两个孩子的。 “前款规定之外的其他情形申请生育的，由省人民政府卫生和计划生育主管部门根据法律、法规和国家以及本省有关规定批准并公示。 | 社会抚养费具体的征收标准和管理办法，由省人民政府遵照国家有关规定制定。 |
| 2016.3.30        | 湖南   | 符合下列条件之一的夫妻，可以再生育一个子女： （一）经设区的市、自治州或者省计划生育行政部门确定的病残儿医学鉴定组织鉴定，两个子女中一个有残疾或者第一胎系多胞胎均有残疾，不能成长为正常劳动力，医学上认为可以再生育的； （二）再婚（不含复婚，下同）夫妻再婚前生育的子女数量合计为两个的； （三）再婚夫妻再婚前一方无子女，另一方有一个子女，再婚后生育一个子女的。 前款所称子女，是指存活的亲生子女。收养的子女、以前婚姻形成的有抚养关系的继子女不计算子女数。 | 违法生育子女的，由县级人民政府人口和计划生育行政部门或者受其委托的乡（镇）人民政府、街道办事处按下列规定对生育者征收社会抚养费： （一）符合再生育一个子女的条件未取得生育证生育的，按照上年度总收入的百分之三十征收。征收社会抚养费后补办生育证。 （二）违法多生育一个子女的，按照上年度总收入的二至六倍征收，其中经责令限期终止妊娠未及时终止妊娠的，应当从重征收；重婚或者与配偶之外的人生育一个子女的，按照六至八倍征收；每再多生育一个子女的，依次增加三倍征收。 符合结婚条件但未办理结婚登记怀孕第一个子女的，应当在子女出生前补办结婚登记。非婚生育和非法收养子女的，依子女数量按本条前款第（二）项规定标准征收社会抚养费。 本条所称总收入，按违法生育者或者违法收养者的双方实际收入计算。县级人民政府计划生育行政部门调查违法生育者或者违法收养者实际收入需要税务、公安、统计、劳动保障、房产、价格等有关部门协助的，有关部门应当予以协助。农村居民的实际收入低于本县（市、区）上年度农村居民人均可支配收入，城市居民的实际收入低于本县（市、区）上年度城镇居民人均可支配收入的，农村居民以本县（市、区）上年度农村居民人均可支配收入计算，城市居民以本县（市、区）上年度城镇居民人均可支配收入计算。                              |
| 2016.3.31        | 海南   | 有下列情形之一的，夫妻双方可以申请再生育一个子女： “（一）再婚前一方已生育一个子女，另一方未生育，再婚后共同生育一个子女的； “（二）再婚前一方已生育两个子女另一方未生育子女，或者双方再婚前各生育两个以内子女，再婚后无共同生育子女的； “（三）夫妻已生育的两个子女中有残疾，经病残儿医学鉴定机构鉴定为病残儿，不能成长为正常劳动力，且医学上认为夫妻可以再生育的； “（四）省人民政府规定的其他特殊情形。 | 不符合本条例规定生育的，按照所在地市、县（区）、自治县上一年度城镇常住居民人均可支配收入或者农村常住居民人均可支配收入的下列倍数或者比例向男女双方分别征收社会抚养费： “（一）超生一个子女的，按三倍至四倍征收；超生两个以上子女的，每个子女按五倍至六倍征收； “（二）婚外生育子女的，每个子女按五倍至六倍征收； “（三）未履行婚姻登记手续生育子女的，按百分之十至百分之二十征收； “（四）符合申请再生育一个子女条件需经批准但未经批准生育子女的，按百分之五至百分之十征收。 “超生子女、婚外生育子女的，其个人实际年收入高于当地城镇常住居民人均可支配收入或者农村常住居民人均可支配收入的，除按照前款规定征收外，还应当按其超出部分的一倍以上二倍以下加收社会抚养费。 |
| 2016.1.22        | 山东   | 具有下列情形之一，经批准可以再生育子女： （一）夫妻生育两个子女，有子女经依法鉴定为病残儿，不能成长为正常劳动力，医学上认为可以再生育的； （二）夫妻曾患不孕不育症，依法收养两个子女后女方又怀孕的； （三）再婚夫妻一方已生育两个子女，另一方未生育或者生育一个子女，再婚后无共同生育子女的； （四）再婚夫妻一方已生育一个子女，另一方未生育，再婚后已共同生育一个子女的； （五）再婚夫妻各生育一个子女，再婚后已共同生育一个子女的； （六）省人民政府卫生和计划生育行政部门认定的其他情形。 | 对不符合本条例第二十条规定，每多生育一个子女，依照第三十六条规定基数的三倍征收社会抚养费。 对符合法定结婚条件未办理结婚登记而生育第一个子女的，应当自生育之日起六十日内补办结婚登记；逾期未补办的，依照第三十六条规定基数的五分之一征收社会抚养费。 对不符合法定结婚条件而生育子女的，依照第三十六条规定基数征收社会抚养费。 有配偶者与他人生育子女或者明知他人有配偶而与之生育子女的，每生育一个子女，依照第三十六条规定基数的三倍征收社会抚养费。 |
| 2016.4.1         | 甘肃   | 有下列情形之一的，由夫妻双方向一方户籍所在地的乡镇人民政府或者街道办事处提出申请，乡镇人民政府或者街道办事处审核后，报县级人民政府卫生和计划生育行政部门批准，可以安排再生育一胎子女： (一)已生育的两个子女中有子女经鉴定为非遗传性残疾，不能成长为正常劳动力的; (二)再婚(不含复婚)夫妻，再婚前一方生育一个子女，另一方未生育，再婚后只生育一个子女的; (三)再婚(不含复婚)夫妻，再婚前合计生育两个及以上子女，再婚后未共同生育子女的。 第十七条夫妻已生育两个及以上子女，不得以子女已送养为理由申请再生育。 夫妻申请再生育子女时，合法收养的子女不参与家庭子女数的计算。 | 社会抚养费征收管理的具体办法由省人民政府另行制定。 |
| 2016.1.20        | 山西   | 符合下列情形之一的，经批准可以再生育一个子女： （一）夫妻已有两个子女，其中一个子女经设区的市以上病残儿童医学鉴定机构鉴定，患有非遗传性残疾不能成长为正常劳动力的； （二）再婚夫妻再婚前合计生育一个子女，再婚后生育一个子女的； （三）再婚夫妻再婚前合计生育两个及以上子女，且未共同生育子女的。但有违法生育的不予批准再生育； （四）再婚夫妻再婚前一方生育过两个及以上子女，另一方未生育的； （五）再婚夫妻按照第二项、第三项和第四项规定经批准再生育的子女，经设区的市以上病残儿童医学鉴定机构鉴定，患有非遗传性残疾不能成长为正常劳动力的。 | 不符合本条例第十一条规定的情形生育第三个子女的，按照夫妻双方上年总收入的20%，合计征收7年的社会抚养费，其总额不得低于7000元；生育第四个子女的，按照夫妻双方上年总收入的40%，合计征收14年的社会抚养费，其总额不得低于3万元；再多生育子女的，加重征收社会抚养费。 |
| 2016.1.22        | 四川   | 已有两个子女的夫妻，符合下列条件之一的，可以申请再生育一个子女：“（一）有子女为病残儿，不能成长为正常劳动力，但医学上认为可再生育的；“（二）夫妻一方为五级以上伤残的。 注：所有四川再婚夫妻也享有二胎生育权 | 夫妻超过法律、法规规定数量生育的，每多生育一个子女，对双方当事人分别按计征基数的3倍征收社会抚养费 |
| 2016.2.26        | 上海   | （1）一方婚前未生育过子女，一方婚前已生育过一个子女，且双方婚后共同生育一个子女的；（2）双方婚前合计生育两个及以上子女，且没有共同生育子女的；（3）双方婚前均未生育过子女，婚后共同生育了两个子女，其中一个子女经区、县或者市病残儿医学鉴定机构鉴定为非遗传性残疾，不能成长为正常劳动力的。 | 违反本条例规定生育子女的公民，按照国务院《社会抚养费征收管理办法》和市人民政府的有关规定缴纳社会抚养费。 |
| 2016.1.15        | 安徽   | 有下列情形之一的夫妻，可以申请再生育： (一)再婚夫妻，再婚前一方生育一个子女、另一方未生育，再婚后生育一个子女的； (二)再婚夫妻，再婚前依法各生育不超过两个子女，再婚后未生育的； (三)已生育的两个子女中有病残儿，不能成长为正常劳动力，医学上认为可以再生育的； (四)国家人口和计划生育行政部门认定的其他情形。 | 不符合本条例规定生育第三个子女的，由县级人民政府人口和计划生育行政部门，分别对夫妻双方，按所在地县(市、区)上一年度城镇或者农村常住居民年人均可支配收入的五倍征收社会抚养费；家庭年实际人均收入超过常住居民年人均可支配收入一倍的，按家庭年实际人均收入的五倍征收社会抚养费。每再多生育一个子女的，依次递增五倍征收社会抚养费。 |
| 2016.3.23        | 辽宁   | 符合下列情形之一的，经批准可以再生育一胎： （一）再婚（不含复婚，下同）夫妻婚前共计生育（含依法收养，下同）一个子女，婚后又生育一个子女的； （二）再婚夫妻婚前共计生育两个以上子女，婚后未共同生育子女的； （三）夫妻生育两个子女，有一个以上子女经市卫生和计划生育行政部门组织医学专家鉴定为非遗传性残疾的病残儿的； （四）法律、法规和省人民政府规定的其他情形。 | 不符合本条例规定生育子女的，按照发现其生育行为时的计征标准计算征收社会抚养费。属于城镇居民的，以所在市上年城镇居民人均可支配收入为计征标准；属于农村居民的，以所在县农村居民上年人均纯收入为计征标准，具体缴纳标准按照下列规定执行： （一）不符合法定再生育条件多生育一个子女的夫妻，按照计征标准5倍以上10倍以下的标准缴纳，不符合法定再生育条件多生育二个子女以上的，以多生育一个子女应征收的社会抚养费为标准，按照多生育子女数加倍征收社会抚养费； （二）超过法定生育子女数量再收养的，比照第（一）项规定的标准缴纳； （三）未依法确立夫妻关系生育，已满法定婚龄，但在规定的期限内未履行婚姻登记手续的，按照计征标准1倍至2倍的标准缴纳，未满法定婚龄的，按照计征标准3倍至4倍的标准缴纳； （四）有配偶者与他人非婚生育的，均视为不符合法定条件生育,所生育子女按超过法定生育子女数,由男女双方分别计算,并按第（一）项规定的标准,分别缴纳社会抚养费。 |
| 2016.3.30        | 吉林   | 夫妻有下列情形之一的，可以再生育一个子女： (一)已生育两个子女，其中一个子女残疾，不能成长为正常劳动力的; (二)再婚夫妻再婚前一方有两个以上子女，另一方无子女或者双方各有一个子女的; (三)再婚夫妻再婚前一方有一个子女，另一方无子女，再婚后只生育一个子女的; (四)户籍及居住地在边境县(市、区)的夫妻生育两个子女的; (五)因特殊情况要求再生育的。 | 违反本条例规定生育子女的，按照下列标准，缴纳社会抚养费： (一)超生一个子女的，一次性征收上年人均可支配收入或者人均纯收入的二倍以上五倍以下的社会抚养费;超生二个以上子女的，以超生一个子女应征收的社会抚养费为基数，按照超生子女数为倍数征收社会抚养费; (二)有配偶但与他人同居生育一个子女的，一次性征收上年人均可支配收入或者人均纯收入的八倍以上十倍以下的社会抚养费;生育二个以上子女的，以生育一个子女应征收的社会抚养费为基数，按照生育子女数为倍数征收社会抚养费。 前款规定的社会抚养费的标准，城镇居民以县级行政区域内的上年人均可支配收入、农村村民以县级行政区域内的上年人均纯收入为计征标准。 |
| 2016.4.21        | 黑龙江 | 第十二条 已生育两个子女的夫妻，符合下列条件之一的，可以再生育一胎子女： （一）夫妻双方均为归国华侨或者香港、澳门、台湾地区居民在本省行政区域内定居的； （二）夫妻双方均为边境地区居民的； （三）经市（地）政府（行署）卫生和计划生育行政部门组织鉴定，两个子女中有残疾儿，且医学上认为能够生育健康儿的； （四）特殊情况经省卫生和计划生育行政部门批准的，并报省人民政府备案。 第十三条 少数民族也应当实行计划生育。 夫妻双方或者一方为鄂伦春、鄂温克、赫哲、达斡尔、柯尔克孜、锡伯、俄罗斯族的，依法生育两个子女后，可以再生育一胎子女。 第十四条 再婚（不含复婚）夫妻，符合下列条件之一的，可以再生育一胎子女： （一）再婚前合计只生育一个子女，婚后生育一个子女的； （二）再婚前合计生育两个以上子女，婚后没有生育子女的。 | 违反本条例规定生育的，每多生育一胎子女，按照子女出生上一年度本省城镇居民或者农村居民年人均可支配收入的一倍，对男女双方分别征收社会抚养费。 |
| 2016.3.31        | 贵州   | 符合下列条件之一的夫妻，可以申请再生育一个子女： (一)再婚前各生育过一个子女的; (二)再婚前一方生育过一个子女，另一方未生育过，再婚后已生育一个子女的; (三)再婚前一方未生育过，另一方生育过两个子女的; (四)已生育两个子女，其中一个子女或者两个子女，经县级人民政府卫生和计划生育行政部门组织鉴定患有非遗传性疾病，不能成长为正常劳动力的; (五)法律、法规规定的其他情形。 | 社会抚养费的征收、管理和使用，按照国务院和省的规定执行。 |
| 2016.3.29        | 河北   | 符合下列条件之一的，可以申请安排再生育一个子女： (一) 夫妻生育的两个子女中有经医学鉴定为病残儿， 医学上认为夫妻可以再生育的； (二) 再婚(不含复婚) 夫妻，再婚前合计生育一个子女，婚后共同生育一个子女的； (三) 再婚(不含复婚) 夫妻，再婚前合计生育两个以上子女，婚后未共同生育子女的。 | 不符合本条例第十九条规定生育第三个子女，是国家工作人员、企业职工的，按本人上年度工资总额2.5倍的金额征收；是民营企业经营者和个体劳动者的，按本人上年度纯收入2.5倍的金额征收；是城镇无业居民的，按本地上年度城镇居民人均可支配收入2.5倍的金额征收；是农村居民的，按本地上年度农村居民人均可支配收入2.5倍的金额征收。不符合本条例第十九条规定生育第四个子女的，按生育第三个子女的征收金额各加百分之百征收；生育第五个以上子女的，征收金额以此递进累加。 |
| 2016.3.24        | 北京   | 符合下列情形之一的，夫妻双方可以要求再生育一个子女： （一）再婚夫妻婚前仅生育一个子女，婚后已生育一个子女的； （二）再婚夫妻婚前生育两个以上子女，婚后未共同生育子女的； （三）夫妻共同生育两个子女，其中一个经指定医疗机构鉴定为非遗传性病残，不能成长为正常劳动力的。 | 征收社会抚养费的具体办法，由市人民政府制定。 |
| 2016.1.14        | 天津   | 有下列情形之一的，可以要求安排再生育一胎： (一)两个子女中有子女经医学鉴定为病残儿，医学上认为夫妻可以再生育的; (二)再婚(不含复婚)夫妻，再婚前合计只生育一个子女，婚后生育一个子女的; (三)再婚(不含复婚)夫妻，再婚前合计生育两个以上子女，婚后没有生育子女的。 | 社会抚养费由区、县人民政府人口和计划生育行政部门委托街道办事处或者乡、镇人民政府作出书面征收决定并代收代缴。 |
| 2016.3.31        | 重庆   | 有两个子女的夫妻，符合下列条件之一的，可以申请再生育一个子女： （一）其中一个或者两个子女经市或者区县（自治县）卫生和计划生育行政部门组织鉴定患有非遗传性疾病，不能成长为正常劳动力的； （二）其中一个或者两个子女患有遗传性疾病，不能成长为正常劳动力，但是经医学干预后，市或者区县（自治县）卫生和计划生育行政部门组织鉴定可以生育正常婴儿的。 再婚夫妻，符合下列条件之一的，可以申请再生育一个子女，但是复婚夫妻除外： （一）再婚前双方合计育有一个子女，再婚后共同生育一个子女的； （二）再婚前双方合计育有两个及以上子女，再婚后未共同生育子女的。 符合市人民政府规定的其他特殊情形的，可以申请再生育一个子女。 | 不符合再生育条件，违反计划生育法律法规生育子女的，应当按照以下规定对男女双方分别征收社会抚养费： （一）按照当事人生育行为发生时，政府统计机构公布的其户籍地所在区县（自治县）上年居民人均可支配收入的二至三倍征收社会抚养费； （二）违法生育两个以上子女的，依照第一项规定的计算基数（以下简称规定的计算基数），按照违法生育子女的人数为倍数，征收社会抚养费； （三）一胎生育两个以上子女的，按照生育一个子女计算征收社会抚养费； |
| 2016.3.31        | 云南   | 第十六条 少数民族农村居民已生育二个子女后，有下列情形之一的，由夫妻双方申请，经批准可以再生育一个子女： （一）夫妻双方都是居住在边境村民委员会辖区内的少数民族； （二）夫妻双方或者一方是独龙族、德昂族、基诺族、阿昌族、怒族、普米族、布朗族、景颇族的。 第十七条 一方或者双方为再婚的夫妻，具有下列情形之一的，由夫妻双方申请，经批准可以再生育一个子女： （一）再婚前各生育一个子女的； （二）再婚前一方已生育一个子女，另一方未生育过，再婚后生育一个子女的； （三）再婚前一方未生育过，另一方生育过两个子女的。 | 违反本条例规定多生育子女的，按照《云南省社会抚养费征收管理规定》对夫妻双方分别征收社会抚养费，并按照下列规定处理： （一）属机关、事业单位、社会团体工作人员的，给予开除处分； （二）属企业职工的，解除劳动合同。 男女双方未依法确立夫妻关系多生育子女，或者男女双方在夫妻关系存续期间女方怀孕，离婚后生育，造成违法多生育的，按照前款规定处理。 有配偶者与他人生育子女的，按照本条第一款规定处理，并由县级卫生计生行政部门对有配偶者处5000元以上1万元以下罚款。违法生育的另一方是无配偶且未生育过的，处5000元以上1万元以下罚款。 非婚生育子女，当事人拒不提供另一方情况的，按照本条第一款规定处理，并由县级卫生计生行政部门对当事人处5000元以上1万元以下罚款。 |
| 2016.5.26        | 陕西   | 有下列情形之一的，可以要求安排再生育一胎子女： （一）夫妻生育两个子女中有子女经医学鉴定为病残儿或者因伤致残，医学上认为夫妻可以再生育的； （二）再婚前双方合计生育两个以上子女，再婚后未生育子女的； （三）再婚前一方生育过一个子女，另一方未生育过，再婚后已生育一个子女的； （四）夫妻未生育依法收养两个子女后又怀孕的。 | 第五十八条 社会抚养费的征收管理依照国务院《社会抚养费征收管理办法》执行。 违反本条例规定，多生育一个子女的，以征收机关所在地的县(市、区)城镇居民上年度人均可支配收入或者所在地的乡(镇)农民人均纯收入为基数，由县（市、区）卫生和计划生育部门或者其委托的乡(镇)人民政府、街道办事处对违法当事人分别一次性征收二倍以上三倍以下的社会抚养费；本人实际收入超过基数的，还应当加收超过数额的一倍以上二倍以下的社会抚养费；每再多生育一个子女的，按多生育一个子女应征收的社会抚养费乘以多生育子女数计征社会抚养费。 第五十九条 国家工作人员违反本条例规定多生育的，给予降级、撤职处分，情节严重的，给予开除处分；企业事业单位其他人员参照国家工作人员给予行政纪律处分。 有下列情形之一的属前款规定情节严重的行为： （一）违反本条例规定多生育两个及以上子女的； （二）拒不缴纳社会抚养费的； （三）造成恶劣影响的其他情形。 |
| 2016.3.25        | 青海   | 已生育两个子女的夫妻，其中一个子女死亡的，可以再生育一胎子女；两个子女死亡的，可以再生育两个子女；已生育两个子女的夫妻，其中有子女经指定医疗机构鉴定患有非遗传性残疾不能成长为正常劳动力的，可以再生育一胎子女；再婚夫妻(不含复婚)再婚前生育子女数合计为一个的，婚后可以生育两个子女；再婚前生育子女数合计为两个以上的，婚后可以生育一胎子女；婚后经县级以上医疗机构鉴定为不孕不育症，依法收养子女后又怀孕的，可以按《条例》规定生育；其他可以再生育的特殊情形。 | |
| 2016.1.15        | 广西   | 符合下列条件之一的，经乡镇人民政府或者城市街道办事处批准可以再生育一胎子女： （一）再婚夫妻再婚前一方已生育（含依法收养，下同）两个子女，另一方未生育过的； （二）再婚夫妻再婚前一方已生育一个子女，另一方未生育，再婚后只生育一个子女的； （三）再婚夫妻再婚前一方已生育两个子女，另一方已生育一个子女，再婚后未生育过的； （四）夫妻生育两个子女，其中一个经设区的市人民政府卫生和计划生育行政部门组织医学专家进行医学鉴定确诊为病残儿，不能成长为正常劳动力，且医学上认为可以再生育的； （五）夫妻生育两个子女，其中一个因伤致残，经依法鉴定，不能成长为正常劳动力或者丧失劳动能力的； （六）夫妻双方定居在国境线五公里以内的乡村且连续居住十年以上，已生育两个子女的； （七）法律、法规和自治区人民政府规定的其他特殊情形。 夫妻因子女死亡只有一个子女的，可以自主安排生育一胎子女；夫妻因子女死亡无子女的，可以自主安排生育两个子女。 再婚夫妻再婚前双方已各生育一个子女的，可以自主安排生育一胎子女。 夫妻一方为本自治区户籍，另一方为其他省、自治区、直辖市户籍的，按照有利于当事人的原则适用。 | 有下列行为之一的，由县级人民政府卫生和计划生育行政部门依法征收社会抚养费；是国家工作人员的，还应当依法给予行政开除处分，其他人员还应当由其所在单位或者组织给予纪律处分： （一）不符合本条例规定条件生育子女的； （二）以收养等形式规避法律法规生育子女的； （三）婚外生育子女的； （四）非婚生育子女的。 |
| 2016.3.30        | 内蒙古 | 符合下列情形之一的，经批准可以再生育一胎： （一）两个子女中有病残儿、不能成长为正常劳动力，医学上认为夫妻可以再生育的； （二）再婚夫妻(不含复婚)，再婚前合计生育过两个及以上子女，再婚后未生育子女的； （三）再婚夫妻(不含复婚)，再婚前合计只生育过一个子女，再婚后生育一个子女的； （四）蒙古族公民，夫妻双方均为非城镇户籍且从事农牧业生产，已有两个子女均为女孩的； （五）其他可以再生育的情形。 | 违反本条例规定生育子女的，应当按照以下标准缴纳社会抚养费： （一）符合本条例第十八条规定可以再生育，但未领取《计划生育服务证》生育的，按照计征基数的五分之一征收社会抚养费； （二）未履行婚姻登记手续生育第一个子女的，按照计征基数征收社会抚养费；符合婚姻登记条件，在生育后三个月内补办婚姻登记手续的，免征社会抚养费； （三）超出本条例规定的生育数量多生育一个子女，夫妻双方年总收入低于或者相当于当地计征基数标准的，按照计征基数的二至五倍征收社会抚养费；高于计征基数标准的，按照计征基数的六至十倍征收社会抚养费； （四）有配偶的一方与他人生育第一个子女的，按照计征基数的十至十四倍征收社会抚养费。 不符合本条例规定多生育两个以上子女的，逐胎加倍征收社会抚养费。 违反本条例规定多生育的子女属双胞胎、多胞胎的，按照一个子女计征社会抚养费。 |
| 2016.1.21        | 宁夏   | 夫妻双方符合下列条件之一的，可以申请生育第三个子女： （一）原州区、海原县、西吉县、隆德县、泾源县、彭阳县、盐池县、同心县（以下统称山区八县）的少数民族农村居民； （二）育有两个子女，经鉴定有不能成长为正常劳动力的残疾儿，且医学上认为适宜再生育的。 第十八条 山区八县少数民族农村居民成建制转为城镇居民或者有组织地移民搬迁到自治区区域内的其他县（市、区）的，自户籍变更之日起三年内执行原户籍地的生育规定。 第十九条 再婚夫妻符合下列条件之一的，可以申请生育第三个子女： （一）再婚前生育子女数合计为一个，再婚后生育一个的； （二）再婚前生育子女数合计为两个的。 | 违反本条例规定生育的，以当地县（市、区）上年度城镇居民人均可支配收入或者当地乡（镇）上年度农村居民人均纯收入为基数，对男女双方分别按照下列规定一次性征收社会抚养费： （一）超生一个子女的，征收二至六倍的社会抚养费； （二）超生二个以上子女的，以超生一个子女应当征收的社会抚养费为基数，按超生子女数为倍数征收社会抚养费； （三）非婚生育子女，按照本条（一）项、（二）项规定加倍征收社会抚养费； （四）违法收养子女的，按照本条（一）项、（二）项规定征收社会抚养费。 |
|                  | 西藏   | 计生条例尚未修订 | |
|                  | 新疆   | 计生条例尚未修订 | 计生条例尚未修订 |

## 香港
在香港仍属英国管辖时，于1936年成立了优生学会，之后1950年成为香港家庭計劃指導會，旨在向香港公众提供计划生育建议、性教育、避孕服务。1970年代，由于人口增长迅速，它推出了“兩個夠曬數”活动，通过教育手段来降低出生率。该组织也和其他七个国家成立了国际计划生育联合会。香港回歸後，政府和家計會均以面臨人口老化和勞動力萎縮為理由，不再宣傳限制生育。

## 越南
越南自1988年開始实行两孩政策，但在少子化趨勢下，越南政府於2025年6月4日正式宣布廢除「兩孩政策」。